# سوءظن (فیلم ۱۹۴۱)
سوءظن (انگلیسی: Suspicion) فیلمی رمانتیک و تریلر روان شناختی به کارگردانی آلفرد هیچکاک است که در سال ۱۹۴۱ منتشر شد. از بازیگران آن می‌توان به جوآن فونتین، کری گرانت، سدریک هاردویک، نیگل بروس، دوریس لوید و می ویتی اشاره کرد.